# Crematogaster rogenhoferi
Crematogaster rogenhoferi (лат.) — вид муравьёв из подсемейства Myrmicinae. Юго-Восточная Азия.

## Распространение
Юго-Восточная Азия, в том числе, Мьянма, Индонезия, Таиланд, Филиппины, Китай, Вьетнам, Шри-Ланка.

## Описание
Проподеум с длинными эпинотальными шипами. Мелкие муравьи (рабочие имеют длину около 4 мм, матки крупнее). Проподеальные шипики на заднегрудке развиты. Усики 11-члениковые. Голова субквадратная. Стебелёк между грудкой и брюшком состоит из двух члеников: петиолюса и постпетиолюса (последний четко отделен от брюшка), жало развито, куколки голые (без кокона). Характерна возможность откидывать брюшко на спину при распылении отпугивающих веществ. Таксон был впервые описан как подвид в 1879 году австрийским энтомологом Густавом Майром по материалам из Бирмы. Половые особи (самки и самцы) были описаны в 1913 году.
На острове Тайвань обнаружены мирмекофильные связи с бабочками-голубянками Catapaecilma major moltrechti (Wileman) (Lepidoptera: Lycaenidae). Их гусеницы не только фитофаги растительного материала в муравейниках, но и хищники на щитовках, разводимых муравьями.
В Таиланде (Tarutao National Park, Satun Province) исследованные древесные гнёзда C. rogenhoferi расположены в ветвях деревьев (Vitex pinnata L., Oleasalicifolia Wall, Syzygium gratum (Wight), Ardisia elliptica Thum) на высотах от 248 до 469 см. Муравейники содержат в среднем в каждом гнезде 1,53±0,38 маток, 1753,33±506,55 крылатых самок, 4970,67±2227,00 крылатых самцов, 15577,93±2637,84 рабочих, а также расплод в количестве 1589,93±480,37 куколок, 4113,20±1469,49 личинок и 1942,80±741,67 яиц. Суммарное население составляет 29949,40±5358,31